# De Wendel
Wendel (de Wendel efter adlandet) är en svensk ätt med portugisiskt adelskap.
Max Richard Wendel (1863–1922), civilingenjör och kunglig spansk konsul i Göteborg, förlänades av Karl I av Portugal 1895 friherrlig värdighet (titeln baron i agnatisk primogenitur). Ätten är alltjämt bosatt i  Sverige.
Familjen har inget samband med den franska familjen de Wendel.

## Baron de Wendel
- 1895–1922: Max Richard Wendel (1863–1922)
- 1922–1980: Carlos Harald Bruno Richard de Wendel (1901–1980)